# Scala Regia

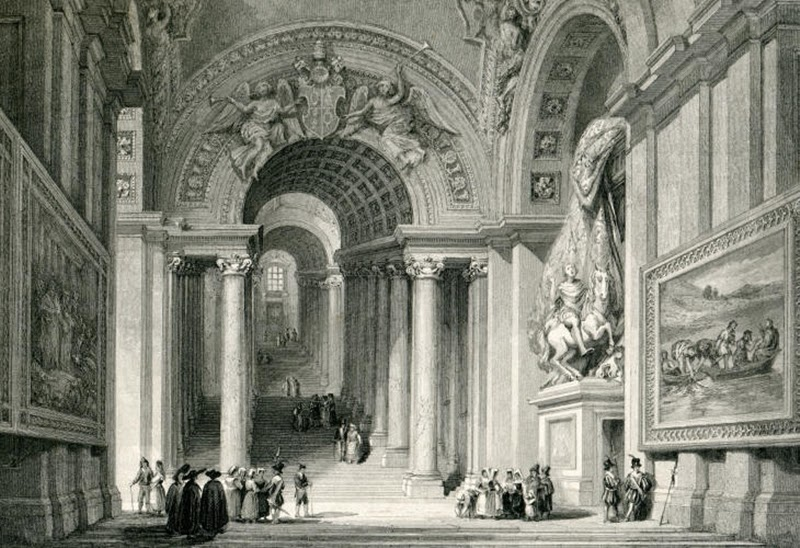
Incisione della Scala Regia in Vaticano

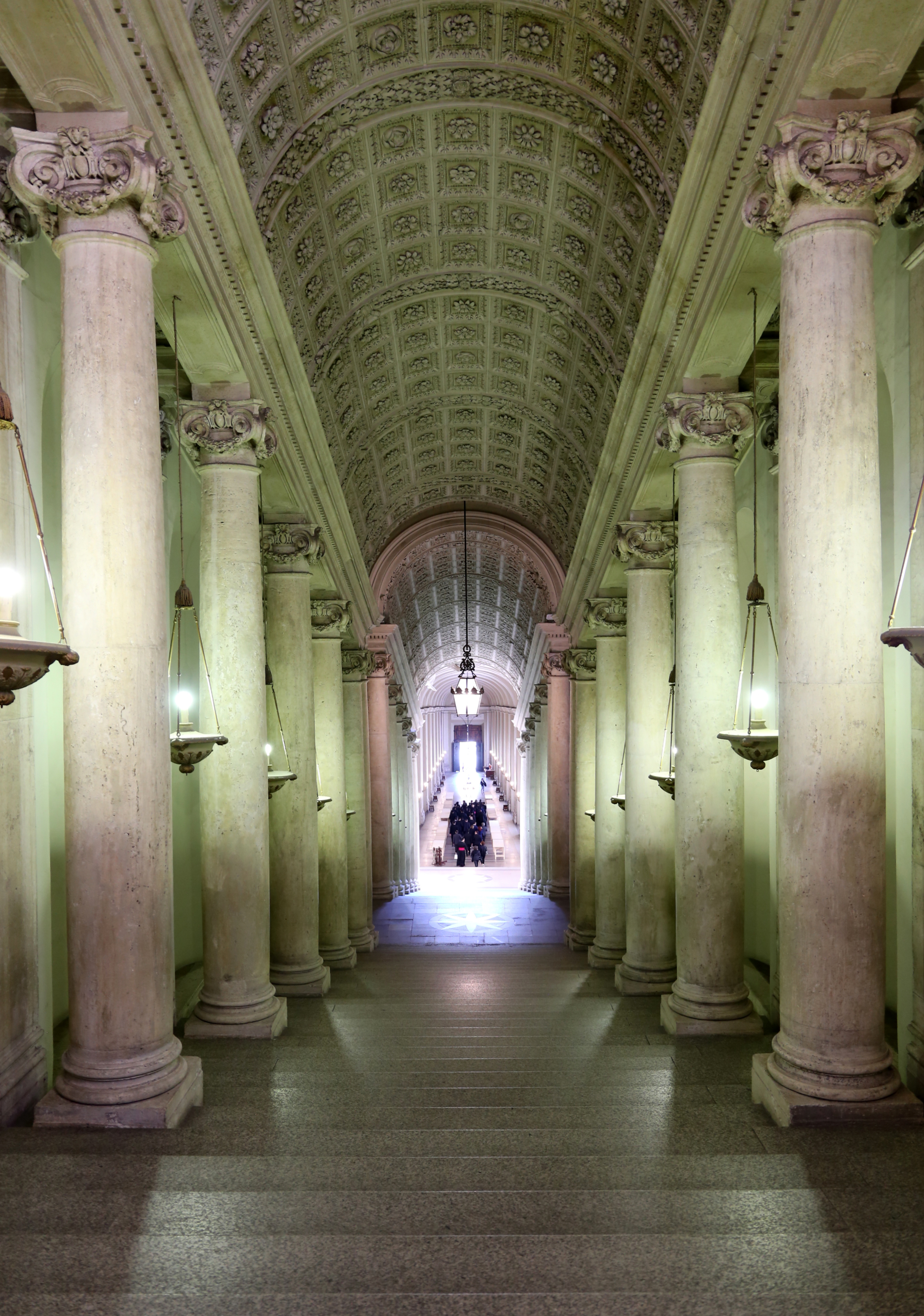
Scala regia

La Scala Regia è una imponente rampa di scale del Palazzo Apostolico nella Città del Vaticano ed è parte dell'entrata cerimoniale in Vaticano. In senso più ampio, il nuovo Zanichelli la definisce come la scala principale dei palazzi.

## Storia
Fu costruita da Antonio da Sangallo il Giovane nei primi anni del XVI secolo, per collegare i palazzi Apostolici alla Basilica di San Pietro, e fu notevolmente rimaneggiata da Gian Lorenzo Bernini dal 1663 al 1666.
Il sito, una striscia di terra scoscesa relativamente stretta tra la chiesa ed il palazzo, è delimitato da irregolari muri convergenti. Bernini usò un numero di effetti barocchi tipicamente teatrali per esaltare questo punto di accesso in Vaticano. 

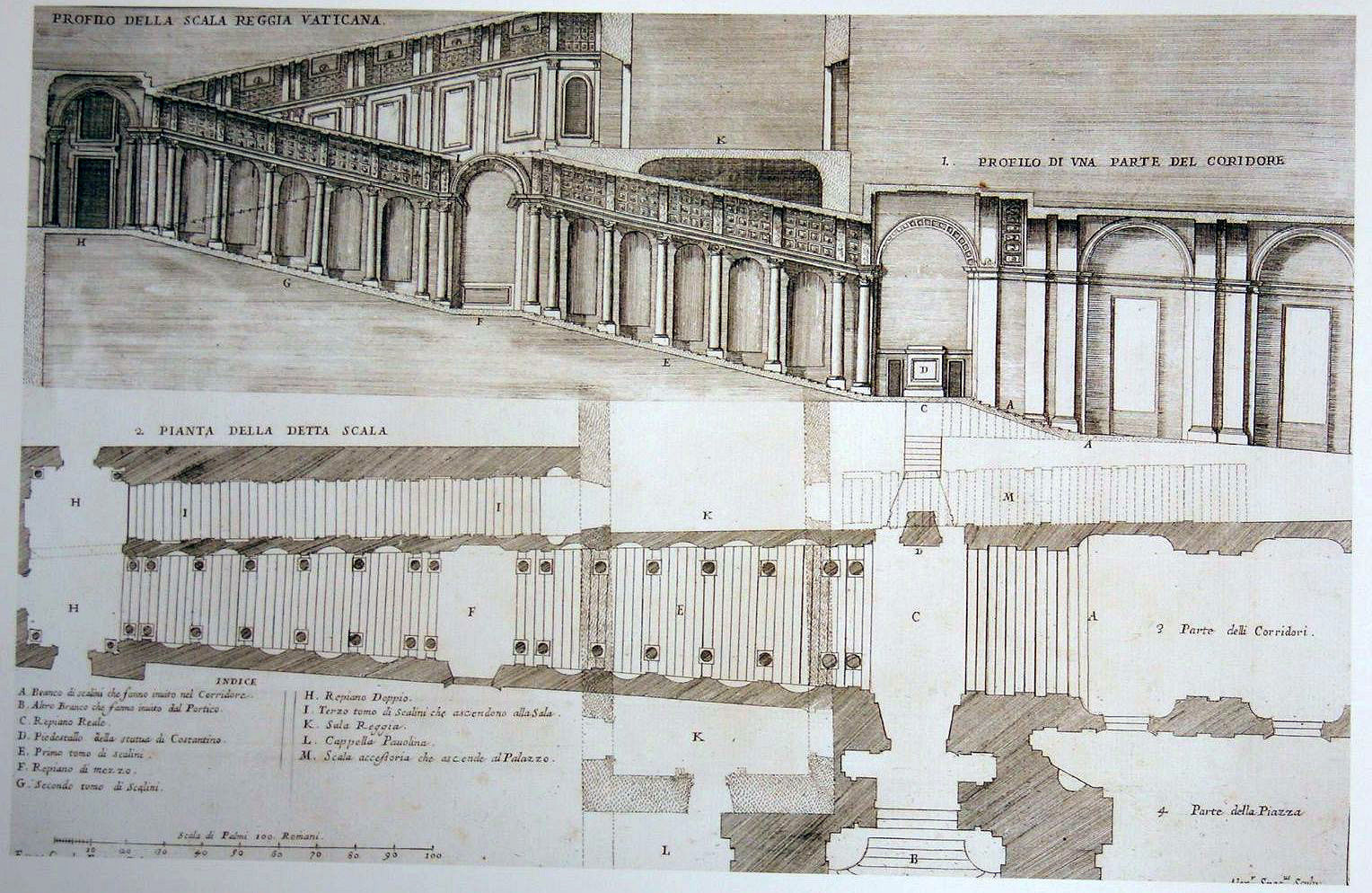
Pianta e profilo della Scala Regia dopo gli interventi di Bernini. Immagine tratta da: Templum vaticanum et ipsius origo, Roma, 1694.

La rampa prende la forma di un colonnato voltato a botte che necessariamente diventa più stretto alla sommità, amplificando agli occhi dell'osservatore la lunghezza del percorso per mezzo di una prospettiva forzata. Sopra l'arco, all'inizio della rampa, c'è lo stemma di papa Alessandro VII, affiancato da due angeli scolpiti.
Alla base delle scale, Bernini posizionò la sua statua equestre dell'imperatore romano Costantino (1670). Si intendeva mostrare l'evento, prima della battaglia di Ponte Milvio quando a Saxa Rubra, a nord di Roma, lungo il Tevere, Costantino ebbe la visione della croce con la frase "In hoc signo vinces".
In seguito, dall'altra parte dell'atrio, fu posta la statua equestre di Carlo Magno, opera di Agostino Cornacchini (1725).